# Cloruro di cianogeno
Il cloruro di cianogeno è un composto chimico estremamente tossico di formula ClCN. Viene prodotto dall'ossidazione del cianuro di sodio con cloro
NaCN + Cl2 → ClCN + NaCl
Il cloruro di cianogeno è soggetto a lenta idrolisi in acqua, rilasciando cianuro di idrogeno
ClCN + H2O → HCN + HClO

## Sicurezza
Conosciuto anche con la sigla CK, il cloruro di cianogeno è un agente altamente tossico per il sangue, e veniva utilizzato come arma chimica. Provoca lesioni immediate al contatto con gli occhi o gli organi respiratori. I sintomi di esposizione possono comprendere sonnolenza, rinorrea, mal di gola, tosse, confusione, nausea, vomito, edema, perdita di coscienza, convulsioni, paralisi e morte. È pericoloso anche per la capacità di penetrazione nei filtri delle maschere antigas. Il CK è instabile in quanto tende a polimerizzare, a volte con violenza esplosiva.